# The Dark Secret
The Dark Secret es un EP de Rhapsody of Fire publicado en el año 2004. Está compuesto por 5 temas.

## Lista de canciones
| N.º | Título                                                                 | Duración |  |
| 1.  | «Unholy Warcry (Versión corta)» (Impío Grito de Guerra)                | 4:27     |  |
| 2.  | «Thunder's Mighty Roar» (El Poderoso Rugido del Trueno)                | 5:36     |  |
| 3.  | «Guardians Of Destiny (Versión en inglés)» (Guardianes Del Destino)    | 5:29     |  |
| 4.  | «Sacred Power Of Raging Winds» (Sagrado Poder De Los Furiosos Vientos) | 10:09    |  |
| 5.  | «Non ho Sonno (Versión Remix)» (No tengo Sueño)                        | 4:08     |  |

## Integrantes
- Fabio Lione - Vocalista
- Luca Turilli - Guitarra
- Dominique Leurquin - Guitarra
- Patrice Guers - Bajo
- Alex Staropoli - Teclado
- Alex Holzwarth - Batería

- Datos: Q2633308